# 14567 Nicovincenti
14567 Nicovincenti (1998 MQ8) là một tiểu hành tinh vành đai chính được phát hiện ngày 19 tháng 6 năm 1998 bởi nhóm nghiên cứu tiểu hành tinh gần Trái Đất phòng thí nghiệm Lincoln ở Socorro.